# جبل هوغ
جبل هوغ، هو جبل يقع في جبال كاتسكيل في نيويورك شمال شرق أركفيل. يقع جبل فليش مان جنوبًا ويقع تل موريس جنوب غرب جبل هوغ.
- جبل كليمنجارو
- جبل نيبو